# Resolution ES-11/1 der UN-Generalversammlung
Die Resolution A/RES/ES-11/1 der UN-Generalversammlung wurde am 2. März 2022 durch die Generalversammlung der Vereinten Nationen auf ihrer elften Dringlichkeitssitzung verabschiedet. In ihr wurde mit der großen Stimmenmehrheit von 77,9 % der russische Einmarsch in die Ukraine auf das Schärfste missbilligt.

## Hintergrund
Am 24. Februar 2022 begann nach wochenlangen Konzentrationen russischer und belarussischer Streitkräfte entlang der ukrainischen Grenze der russische Einmarsch in die Ukraine. Noch am selben Tag kündigten die Vereinigten Staaten die Einbringung einer Resolution in den UN-Sicherheitsrat an. Für diese Resolution – in der die russische Invasion „bedauert“ wurde – stimmten am 26. Februar 2022 elf Mitglieder des Sicherheitsrates, drei enthielten sich (die Volksrepublik China, Indien und die Vereinigten Arabischen Emirate), und Russland legte sein Veto dagegen ein, so dass die Resolution keine Gültigkeit erlangte.
Am 27. Februar 2022 trat der UN-Sicherheitsrat erneut zusammen und beschloss mit der Resolution 2623 die Einberufung einer Dringlichkeitssitzung der UN-Vollversammlung zur Ukrainekrise. Das Abstimmungsverhalten im Sicherheitsrat war das gleiche wie zwei Tage zuvor. Der russische Vertreter votierte als Einziger gegen den Beschluss, ohne dass er jedoch dieses Mal ein Vetorecht in Anspruch nehmen konnte. Die Möglichkeit derartiger Dringlichkeitssitzungen war 1950 mit der Resolution 377(V) eingeführt worden, für den Fall, dass der UN-Sicherheitsrat aufgrund eines Vetos nicht zu einer Entscheidung kommen konnte.
Am 28. Februar 2022 formulierten 94 Staaten unter dem Titel „Aggression gegen die Ukraine“ („Aggression against Ukraine“) den Entwurf A/ES-11/L.1 für eine Resolution der UN-Generalversammlung. Der Resolutionsentwurf wurde von den folgenden 94 Staaten eingebracht:
Afghanistan
 Albanien
 Andorra
 Antigua und Barbuda
 Argentinien
 Australien
 Bahamas
 Belgien
 Belize
 Bosnien und Herzegowina
 Botswana
 Bulgarien
 Chile
 Costa Rica
 Dänemark
 Demokratische Republik Kongo
 Deutschland
 Dominikanische Republik
 Ecuador
 Estland
 Fidschi
 Finnland
 Frankreich
 Gambia
 Georgien
 Ghana
 Grenada
 Griechenland
 Guatemala
 Guyana
 Haiti
 Indonesien
 Irland
 Island
 Israel
 Italien
 Jamaika
 Japan
 Kanada
 Katar
 Kiribati
 Kolumbien
 Kroatien
 Kuwait
 Lettland
 Liberia
 Liechtenstein
 Litauen
 Luxemburg
 Malawi
 Malta
 Marshallinseln
 Mikronesien
 Republik Moldau
 Monaco
 Montenegro
 Myanmar
 Neuseeland
 Niederlande
 Niger
 Nordmazedonien
 Norwegen
 Österreich
 Palau
 Panama
 Papua-Neuguinea
 Paraguay
 Peru
 Polen
 Portugal
 Rumänien
 Samoa
 San Marino
 Schweden
 Schweiz
 Singapur
 Slowakei
 Slowenien
 Spanien
 St. Kitts und Nevis
 Südkorea
 Suriname
 Timor-Leste
 Tonga
 Trinidad und Tobago
 Tschechische Republik
 Türkei
 Tuvalu
 Ukraine
 Ungarn
 Uruguay
 Vereinigte Staaten
 Vereinigtes Königreich
Republik Zypern

## Inhalt der Resolution
Nachfolgend der Teil der offiziellen Übersetzung der Resolution durch den Deutschen Übersetzungsdienst der Vereinten Nationen, welcher die Forderungen beinhaltet:

„Die Generalversammlung, […]
1. bekräftigt ihr Bekenntnis zur Souveränität, Unabhängigkeit, Einheit und territorialen Unversehrtheit der Ukraine innerhalb ihrer international anerkannten Grenzen, einschließlich ihrer Hoheitsgewässer;
2. missbilligt auf das Schärfste die Aggression der Russischen Föderation gegen die Ukraine unter Verstoß gegen Artikel 2 Absatz 4 der Charta;
3. verlangt, dass die Russische Föderation ihre Gewaltanwendung gegen die Ukraine sofort einstellt und jede weitere rechtswidrige Androhung oder Anwendung von Gewalt gegen jedweden Mitgliedstaat unterlässt;
4. verlangt außerdem, dass die Russische Föderation alle ihre Streitkräfte unverzüglich, vollständig und bedingungslos aus dem Hoheitsgebiet der Ukraine innerhalb ihrer international anerkannten Grenzen abzieht;
5. missbilligt die Entscheidung der Russischen Föderation vom 21. Februar 2022 im Zusammenhang mit dem Status bestimmter Gebiete der Regionen Donezk und Luhansk in der Ukraine als eine Verletzung der territorialen Unversehrtheit und der Souveränität der Ukraine und als mit den Grundsätzen der Charta unvereinbar;
6. verlangt, dass die Russische Föderation die Entscheidung im Zusammenhang mit dem Status bestimmter Gebiete der Regionen Donezk und Luhansk in der Ukraine unverzüglich und bedingungslos rückgängig macht;
7. fordert die Russische Föderation auf, sich an die in der Charta und in der Erklärung über freundschaftliche Beziehungen¹ verankerten Grundsätze zu halten;
8. fordert die Parteien auf, sich an die Minsker Vereinbarungen zu halten und in den einschlägigen internationalen Rahmen, einschließlich des Normandie-Formats und der Trilateralen Kontaktgruppe, konstruktiv auf deren vollständige Durchführung hinzuwirken;
9. verlangt, dass alle Parteien den sicheren und ungehinderten Durchlass zu Zielen außerhalb der Ukraine gestatten und den raschen, sicheren und ungehinderten Zugang zu humanitärer Hilfe für die Hilfebedürftigen in der Ukraine erleichtern, dass sie Zivilpersonen, einschließlich des humanitären Personals, und Menschen in verletzlichen Situationen, darunter Frauen, ältere Menschen, Menschen mit Behinderungen, indigene Völker, Migrantinnen und Migranten und Kinder, schützen und die Menschenrechte achten;
10. missbilligt die Beteiligung von Belarus an dieser rechtswidrigen Gewaltanwendung gegen die Ukraine und fordert das Land auf, seinen internationalen Verpflichtungen nachzukommen;
11. verurteilt alle Verletzungen des humanitären Völkerrechts sowie alle Menschenrechtsverletzungen und -übergriffe und fordert alle Parteien auf, die einschlägigen Bestimmungen des humanitären Völkerrechts, einschließlich der Genfer Abkommen von 1949² und des Zusatzprotokolls I von 1977³, soweit anwendbar, strikt einzuhalten und die internationalen Menschenrechtsnormen zu achten, und verlangt in dieser Hinsicht ferner, dass alle Parteien die Schonung und den Schutz des gesamten Sanitätspersonals und ausschließlich medizinische Aufgaben wahrnehmenden humanitären Personals, seiner Transportmittel und Ausrüstung sowie der Krankenhäuser und anderer medizinischer Einrichtungen gewährleisten;
12. verlangt, dass alle Parteien ihren nach dem humanitären Völkerrecht bestehenden Verpflichtungen vollständig nachkommen, die Zivilbevölkerung und zivile Objekte zu schonen, für die Zivilbevölkerung lebensnotwendige Gegenstände weder anzugreifen noch zu zerstören, zu entfernen oder unbrauchbar zu machen und humanitäres Personal und für humanitäre Hilfseinsätze verwendete Sendungen zu schonen und zu schützen;
13. ersucht den Nothilfekoordinator, 30 Tage nach der Verabschiedung dieser Resolution einen Bericht über die humanitäre Lage in der Ukraine und über die humanitären Maßnahmen vorzulegen;
14. fordert nachdrücklich die sofortige friedliche Beilegung des Konflikts zwischen der Russischen Föderation und der Ukraine durch politischen Dialog, Verhandlungen, Vermittlung und andere friedliche Mittel;
15. begrüßt und fordert nachdrücklich die fortgesetzten Anstrengungen des Generalsekretärs, von Mitgliedstaaten, der Organisation für Sicherheit und Zusammenarbeit in Europa und anderer internationaler und regionaler Organisationen zur Unterstützung der Deeskalation der aktuellen Situation sowie die Anstrengungen der Vereinten Nationen, namentlich des Krisenkoordinators der Vereinten Nationen für die Ukraine, und humanitärer Organisationen zur Bewältigung der humanitären Krise und der Flüchtlingskrise, die durch die Aggression der Russischen Föderation entstanden sind;
16. beschließt, die elfte Notstandssondertagung der Generalversammlung vorläufig zu vertagen und den Präsidenten der Generalversammlung zu ermächtigen, die Tagung auf Antrag von Mitgliedstaaten wiederaufzunehmen.“

## Abstimmungsverhalten
Die Abstimmung über den Resolutionsentwurf fand am 2. März 2022 statt. Eine große Mehrheit der Delegierten stimmten der Resolution zu, womit sie angenommen war. Noch während der Verlesung des Abstimmungsergebnisses wurde UN-Generalversammlungspräsident Abdulla Shahid vom Beifall der aufstehenden Delegierten unterbrochen.
| Votum      | Zahl | Staaten | Stimmen in Prozent | in Prozent der UN-Mitgliedsstaaten |
| ---------- | ---- | --- | ------------------ | ---------------------------------- |
| Ja         | 141  | Afghanistan, Ägypten, Albanien, Andorra, Antigua und Barbuda, Argentinien, Australien, Bahamas, Bahrain, Barbados, Belgien, Belize, Benin, Bhutan, Bosnien-Herzegowina, Botswana, Brasilien, Brunei, Bulgarien, Chile, Costa Rica, Dänemark, Deutschland, Dominica, Dominikanische Republik, Dschibuti, Ecuador, Elfenbeinküste, Estland, Fidschi, Finnland, Frankreich, Gabun, Gambia, Georgien, Ghana, Grenada, Griechenland, Guatemala, Guyana, Haiti, Honduras, Indonesien, Irland, Island, Israel, Italien, Jamaika, Japan, Jemen, Jordanien, Kambodscha, Kanada, Kap Verde, Katar, Kenia, Kiribati, Kolumbien, Komoren, Demokratische Republik Kongo, Kroatien, Kuwait, Lesotho, Lettland, Libanon, Liberia, Libyen, Liechtenstein, Litauen, Luxemburg, Malawi, Malaysia, Malediven, Malta, Marshallinseln, Mauretanien, Mauritius, Mexiko, Mikronesien, Republik Moldau, Monaco, Montenegro, Myanmar, Nauru, Nepal, Neuseeland, Niederlande, Niger, Nigeria, Nordmazedonien, Norwegen, Oman, Österreich, Palau, Panama, Papua-Neuguinea, Paraguay, Peru, Philippinen, Polen, Portugal, Ruanda, Rumänien, Saint Kitts und Nevis, Saint Lucia, Saint Vincent und die Grenadinen, Salomonen, Sambia, Samoa, San Marino, São Tomé und Príncipe, Saudi-Arabien, Schweden, Schweiz, Serbien, Seychellen, Sierra Leone, Singapur, Slowakei, Slowenien, Somalia, Spanien, Südkorea, Suriname, Thailand, Timor-Leste, Tonga, Trinidad und Tobago, Tschad, Tschechische Republik, Tunesien, Türkei, Tuvalu, Ukraine, Ungarn, Uruguay, Vanuatu, Vereinigte Arabische Emirate, Vereinigtes Königreich, Vereinigte Staaten, Republik Zypern | 77,9 %             | 73,1 %                             |
| Nein       | 005  | Belarus, Eritrea, Nordkorea, Russland, Syrien | 02,8 %             | 02,6 %                             |
| Enthaltung | 035  | Algerien, Angola, Äquatorialguinea, Armenien, Bangladesch, Bolivien, Burundi, Volksrepublik China, El Salvador, Indien, Irak, Iran, Kasachstan, Kirgisistan, Republik Kongo, Kuba, Laos, Madagaskar, Mali, Mongolei, Mosambik, Namibia, Nicaragua, Pakistan, Senegal, Simbabwe, Sri Lanka, Südafrika, Sudan, Südsudan, Tadschikistan, Tansania, Uganda, Vietnam, Zentralafrikanische Republik | 19,3 %             | 18,1 %                             |
| Abwesend   | 012  | Aserbaidschan, Äthiopien, Burkina Faso, Eswatini, Guinea, Guinea-Bissau, Kamerun, Marokko, Togo, Turkmenistan, Usbekistan, Venezuela (suspendiert) | –                  | 06,2 %                             |
| Gesamt     | 193  | – | 100,0 %0           | 100,0 %0                           |